# Juntas
Juntas è un distretto della Costa Rica, capoluogo del cantone di Abangares, nella provincia di Guanacaste.